# Желтогорлый виреон
Желтогорлый виреон (лат. Vireo flavifrons) — певчая птица семейства виреоновых.

## Описание
Желтогорлый виреон длиной 15 см. Оперение верхней части тела оливково-зелёное, грудь и горло жёлтого цвета, брюхо и гузка белого окраса. Окологлазное кольцо светло-жёлтого цвета, тёмные крылья с белыми полосами.

## Распространение
Желтогорлый виреон живёт в чащах и на опушках леса на юго-востоке Канады, а также на востоке США. На зимовку мигрирует до севера Южной Америки.

## Образ жизни
Вне периода гнездования ведёт одиночный образ жизни. Насекомых ищет высоко в густой кроне кронах деревьев. Птица не пуглива, легко позволяет приблизиться к себе.

## Размножение
Гнездо в форме корзинки свисает с ветви. В кладке от 3-х до 5-и яиц, высиживание которой длится 12 дней.